# Hendrik de Vogelaar
Hendrik I de Vogelaar (Duits: Heinrich der Vogler/der Finkler, Latijn: Henricius Auceps) (rond 876 - Memleben, 2 juli 936) was vanaf 912 hertog van Saksen en vanaf 919 tot aan zijn dood koning van Duitsland. Hij was de grondlegger van de Ottoonse dynastie van Saksische koningen en keizers. Hij wordt algemeen gezien als de stichter en de eerste koning van de middeleeuwse Duitse staat, die voordien bekendstond als het Oost-Frankische Rijk. Als fervent jager verkreeg hij de bijnaam "de Vogelaar", naar men zegt omdat hij net zijn vogelnetten aan het repareren was toen hij de boodschap ontving dat hij tot koning was gekozen.

## Afkomst en nakomelingen
Hendrik was een zoon van de Saksische hertog Otto I en diens vrouw Hedwig van Babenberg. Hedwig was de dochter van Hendrik van Babenberg en mogelijk van Ingeltrude van Friuli, in welk geval zij een achter-achterkleindochter zou zijn van Karel de Grote. Via zijn vaders kant stamde Hendrik zeker van hem af. Otto I was namelijk, via Oda Billung (820-913), een kleinzoon van Aeda Pepijnsdochter van Italië (798-855). Zij was de dochter van Pepijn (777-810) (Karloman, koning van Italië), de zoon van Karel de Grote (748-814).
Hendriks grootvader Liudolf van Saksen wordt als comes (graaf) meerdere keren in de bronnen genoemd. Hij had als zodanig de taak de koninklijke rechten in een bepaalde gouw (een graafschap), een comitatus uit te oefenen. De landgoederen van de Liudolfingen lagen op de westelijke uitlopers van het Harzgebergte in de valleien van de rivieren de  Leine en de Nette, met de steden Gandersheim, Grone en mogelijk Dahlum en Ahnhausen.
Zijn rijkdom dankte het geslacht voor een groot deel aan zijn nauwe band met het Karolingische koningen van het Oost-Frankische Rijk. Deze band was ontstaan doordat de voorouders van Liudolfs in de Saksenoorlogen van Karel de Grote partij hadden gekozen voor de Frankische, Karolingische kant. De belangrijkste plaats van hun heerschappij en het centrum van hun familiale memoria vormde de abdij voor vrouwelijke religieuzen, die eerst in Brunshausen, maar vanaf 881 in het nabijgelegen sticht Gandersheim gevestigd was. Van de nauwe relatie van de Liudolfingen met het sticht Gandersheim getuigen tal van schenkingen en stichtingen. Zulke schenkingen hadden veelal geen altruïstische inslag maar waren een methode om de zeggenschap over landgoederen en de opbrengst uit hun exploitatie in handen van de familie te houden bij overlijden. Men zette een stroman of -vrouw in als hoofd van de abdij.
Hendrik de Vogelaar trouwde twee keer. Zijn eerste vrouw was Hatheburg, een dochter van Erwin, graaf van Merseburg. Dit huwelijk werd in 906 gesloten en drie jaar later, na de geboorte van een zoon, Thankmar, weer ontbonden; het huwelijk werd ongeldig verklaard. Op 19 september 909 huwde hij Mathilde van Ringelheim, een dochter van Diederik, graaf van Westfalen en Reginhilde. Hun kinderen waren:
- Otto I, de latere koning en keizer van het Heilige Roomse Rijk;
- Bruno de Grote, de latere aartsbisschop van Keulen;
- Hendrik, de latere hertog van Beieren;
- Gerberga, de latere vrouw van Lodewijk IV van Frankrijk en Lambert I van Leuven
- Hedwig, de moeder van Hugo Capet, de stichter van het Franse koningshuis van de Capetingen.

Hendrik werd begraven in de abdij van Quedlinburg, die was gesticht door Mathilde.

## Voorouders
| Voorouders van Hendrik de Vogelaar (876-936) | Voorouders van Hendrik de Vogelaar (876-936)                 | Voorouders van Hendrik de Vogelaar (876-936)                 | Voorouders van Hendrik de Vogelaar (876-936)                 | Voorouders van Hendrik de Vogelaar (876-936)                 | Voorouders van Hendrik de Vogelaar (876-936)                      | Voorouders van Hendrik de Vogelaar (876-936)                      | Voorouders van Hendrik de Vogelaar (876-936)                                     | Voorouders van Hendrik de Vogelaar (876-936)                                     |
| -------------------------------------------- | ------------------------------------------------------------ | ------------------------------------------------------------ | ------------------------------------------------------------ | ------------------------------------------------------------ | ----------------------------------------------------------------- | ----------------------------------------------------------------- | -------------------------------------------------------------------------------- | -------------------------------------------------------------------------------- |
| Overgrootouders                              | Bruno van Saksen (770-) ∞ Auda (780-)                        | Bruno van Saksen (770-) ∞ Auda (780-)                        | princeps van Billung (-) ∞ Aida van Italië (789-)            | princeps van Billung (-) ∞ Aida van Italië (789-)            | Poppo I van Grabfeld (790–) ∞ Williswind (-)                      | Poppo I van Grabfeld (790–) ∞ Williswind (-)                      | Eberhard van Friuli (810–866) ∞ Gisela (dochter van Lodewijk de Vrome) (821-874) | Eberhard van Friuli (810–866) ∞ Gisela (dochter van Lodewijk de Vrome) (821-874) |
| Grootouders                                  | Liudolf van Saksen (806-866) ∞ Oda van Billung (806-913)     | Liudolf van Saksen (806-866) ∞ Oda van Billung (806-913)     | Liudolf van Saksen (806-866) ∞ Oda van Billung (806-913)     | Liudolf van Saksen (806-866) ∞ Oda van Billung (806-913)     | Hendrik van Babenberg (820-886) ∞ Ingeltrude van Friuli (836-867) | Hendrik van Babenberg (820-886) ∞ Ingeltrude van Friuli (836-867) | Hendrik van Babenberg (820-886) ∞ Ingeltrude van Friuli (836-867)                | Hendrik van Babenberg (820-886) ∞ Ingeltrude van Friuli (836-867)                |
| Ouders                                       | Otto I van Saksen (850–912) ∞ Hedwig van Babenberg (856-903) | Otto I van Saksen (850–912) ∞ Hedwig van Babenberg (856-903) | Otto I van Saksen (850–912) ∞ Hedwig van Babenberg (856-903) | Otto I van Saksen (850–912) ∞ Hedwig van Babenberg (856-903) | Otto I van Saksen (850–912) ∞ Hedwig van Babenberg (856-903)      | Otto I van Saksen (850–912) ∞ Hedwig van Babenberg (856-903)      | Otto I van Saksen (850–912) ∞ Hedwig van Babenberg (856-903)                     | Otto I van Saksen (850–912) ∞ Hedwig van Babenberg (856-903)                     |

## Hertog van Saksen

### Conflict met Franken
Toen zijn vader Otto I in 912 overleed, volgde Hendrik hem op als hertog van Saksen. Hij kwam direct in conflict met koning Koenraad I die weigerde hem in alle functies van zijn vader te bevestigen, terwijl Hendrik op zijn beurt weigerde om Koenraad als koning te erkennen. Het conflict concentreerde zich in Thüringen. Hendrik versloeg Eberhard, de broer van Koenraad, in 915 bij Marsberg en viel het hertogdom Franken binnen. Later dat jaar sloten Hendrik en Koenraad in Göttingen vrede.

## Koning van Oost-Francië

### Opvolging
Koenraad wees op zijn sterfbed (eind 918) Hendrik aan als zijn opvolger. In mei 919 werd hij in Fritzlar door de edellieden van Frankenland en Saksen als koning gekozen. De twee andere machtige hertogdommen, Zwaben en Beieren, erkenden hem echter niet: Beierse en Oost-Frankische edellieden verkozen Arnulf, hertog van Beieren, tot koning. Arnulf was een stiefzoon van Koenraad en een verwant van de vroegere koning Arnulf van Karinthië. Na enkele veldtochten dwong Hendrik de hertog van Zwaben in 919 om hem trouw te zweren. Na een inval van Hendrik in Beieren gaf ook Arnulf in 921 de aanspraak op de Duitse troon op. Hendrik behandelde zijn hertogen met veel respect en gaf ze een grote mate van autonomie. Doordat hij zich gedroeg als eerste onder zijn gelijken, wist hij opstanden te voorkomen.

### Negenjarig bestand met de Magyaren
Tegen de invallen van de Magyaren in 924 en 926 stond Hendrik in eerste instantie machteloos. Door een gelukkig toeval slaagde men er in 926 echter in om een Magyaarse prins gevangen te nemen. Klaarblijkelijk was dit een belangrijk persoon, want de Magyaren waren bereid om in ruil voor zijn vrijlating een negenjarige wapenstilstand te sluiten. Tijdens deze periode moest het Oost-Frankische Rijk echter wel de zware schattingen (tributen) aan de Magyaren blijven betalen. Op de Wormse hofdag van 926 werden in november 926 maatregelen getroffen om zich in de toekomst beter tegen de Magyaren te kunnen verdedigen. Men wilde de militaire confrontatie na het verstrijken van de wapenstilstand aankunnen. Widukind van Corveys weergave van dit besluit wordt door een hele reeks van getuigenissen in de geschiedschrijving, in oorkonden en in wonderberichten geschraagd. Dit getuigt ervan dat deze maatregelen in het gehele Oost-Frankische rijk werden doorgevoerd.
De activiteiten van Hendrik en de vorsten zijn tot een in de abdij van Hersfeld bewaarde decretum terug te voeren. De bescherming van de mensen tegen verrassingsaanvallen moest – volgens Carl Erdmanns onderzoeksbijdrage – door een zogenaamde "Burgenordnung" worden gewaarborgd. Bij deze 10e-eeuwse burchten ging het om zogenaamde "ringwallen" die een gebied van tot 15 hectare omheinden. Deze burchten zouden met name in de kwetsbaarste grensgebieden zijn gebouwd. Deze zogenaamde "Hendrik-kastelen", die – op bevel van de "Burgenordnung" – speciaal nieuw gebouwd zouden zijn, zijn echter niet aantoonbaar

### Onderwerping naburige Slavische stammen
Tijdens de jaren van de vredesakkoord met de Magyaren leidde Hendrik zijn leger in verschillende veldtochten tegen de Slaven. De intensivering van de militaire acties tegen de Slaven stond volgens Widukind in samenhang met de toekomstige gevechten tegen de Magyaren. De verhouding tussen de Slaven en de Saksen werd gekenmerkt door wederzijdse wraak- en plundertochten. Voor zover bekend hebben de Saksen zich niet ingespannen om de heidense Slavische stammen in het Oost-Frankische Rijk op te nemen of tot het christelijk geloof te dwingen.
Als eerste viel Hendrik de Hevelli aan. Zij leefden nabij het huidige Brandenburg an der Havel. Het militaire bedrijf werd met een wintercampagne in 928/9 en de verovering van de hoofdstad Brennaborg/Brandenburg. Aansluitend viel Hendrik de Daleminzi aan, die in de buurt van het huidige Meißen leefden. Bij de verovering van Gana, een van hun hoofdplaatsen, werden alle volwassenen vermoord en de kinderen tot slaaf gemaakt. Tegenover Hendriks uitgesproken hardheid tegenover vreemdelingen (extraneï) stelt Widukind de mildheid waarmee hij binnenlandse rebellen bejegende. Misschien moest het land van de Dalemincië – een potentiële basis voor de Magyaren tegen de Saksen – vooraf worden verzwakt. Hendrik zou het hierbij om de bescherming van zijn eigen landbezit in Merseburg zijn gegaan. Met ondersteuning van de Beierse hertog Arnulf trok Hendrik vervolgens naar Bohemen op. Hertog Wenceslaus, die zich in Praag had teruggetrokken, onderwierp zich zonder veel weerstand te bieden en verplichtte zich tot regelmatige tributen. Wenceslaus werd op 28 september 935 vermoord door zijn broer Boleslav, die de troon overnam. In de zomer van 950, jaren na Hendriks dood, onderwierp zijn zoon Otto de Grote de Bohemen en verplichtte hen tot deelname aan veldtochten van het Oost-Frankische leger.
Hendriks militaire acties brachten de Abodriten, Wilzen, Hevelli, Daleminzi, Bohemen en Redariërs in een tribuutplichtige afhankelijkheid. Als vergelding voor de aanvallen van de Saksen vielen de Slaven de burcht Walsleben aan en doodden alle bewoners van deze burcht. Daarop volgde een militaire campagne van de Saksen: op 4 september 929 wist een leger onder leiding van de Saksische graven Bernhard en Thietmar de Redariërs een grote nederlaag toe te brengen in de slag bij Lenzen. Alle gevangenen werden gedood. In het jaar 932 werden de Lausitzer en de Milzenen en in 934 de Ukranen tribuutplichtig gemaakt.

### Zwaben
Volgens Widukind van Corvey begon Hendrik de Vogelaar direct na zijn uitverkiezing tot koning een veldtocht tegen Burchard II van Zwaben. Hoewel Hendrik in 919 weinig had kunnen uitrichten tegen een Hongaarse invasie, lijkt Burchard zich zonder weerstand nog in hetzelfde jaar "met al zijn kastelen en zijn gehele volk" aan de nieuwe koning te hebben overgegeven. Hierbij kan een rol hebben gespeeld dat Burchard slechts twee jaar eerder, in 917, de hertogelijke positie veroverd had en dat hij binnen de Zwabische adel zeker nog niet onomstreden was. Bovendien was Burchard in confrontaties met koning Rudolf II van Bourgondië verwikkeld. Burchard werd nu een vazal van Hendrik. Hendrik stelde zich met deze vazallenstatus van de Zwabische hertog tevreden en zag af van directe machtsuitoefening in Zwaben. Hij liet Burchard de controle over de schatkist en liet hem de koninklijke rechten over de Rijkskerken. Een deel van de soevereiniteit over de kerken ging echter over op Hendrik. Eind november 920 was Burkhard reeds aanwezig op een hofdag van Hendrik in het Hessische Seelheim. Tot Burchards dood heeft Hendrik Zwaben niet meer betreden. Na de dood van Burchard II in 926 stelde Hendrik met de Konradijn Herman I van Zwaben een buitenstaander als hertog van Zwaben aan. Hij passeerde de nog minderjarige zoon van Burchard, de latere hertog Burchard III van Zwaben. De nieuwe hertog Herman was zonder eigen hausmacht veel afhankelijker van Hendrik bij het uitoefenen van zijn macht. Hierdoor was Hendrik in staat om de macht over de Zwabische kerken aan zich te trekken.

### Beieren
Het was voor Hendrik moeilijker om de erkenning van zijn koningschap door Arnulf I van Beieren te verkrijgen. Arnulf oefende sinds 918 de facto een soort koninklijke macht in Beieren uit. De zogenaamde Fragmentum Arnulfo de duce benadrukt dat Hendrik een land had aangevallen waar geen van zijn voorouders ook maar een snipper land  bezat. Hieruit blijkt hoe vreemd het moet hebben geleken, om een Saks als Oost-Frankische heerser te accepteren. De volgorde van de gebeurtenissen die tot een modus vivendi tussen Arnulf en Hendrik hebben geleid, is alleen fragmentarisch bewaard gebleven. Waarschijnlijk  was Arnulf pas na een tweede veldtocht bereid om Hendriks koningschap te erkennen. Hoe dan ook, Arnulf opende de poorten van Regensburg, reed uit om Hendrik eer te bewijzen en onderwierp zich aan hem. Voortaan werd hij "vriend van de koning" genoemd. Hendrik liet Arnulf het recht om de Beierse bisschoppen te benoemen. alsook de schatkist en de grote Regensburger Palts, tegenwoordig de Regierungsbezirk Oberpfalz. Als zijn oorkonden betrouwbaar zijn, heeft Hendrik nooit landgoederen in Beieren bezeten. Als hertog van Beieren legitimeerde Arnulf van Beieren zijn macht op de genade van God en benadrukte hij daardoor zijn koninklijke positie In de tijd daarna nam hij eenmaal aan een rijksdag deel en wordt hij in oorkonden van Hendrik hij vier keer genoemd als interveniënt. Hij ondersteunde Hendrik echter in zijn militaire campagnes tegen Bohemen en Hongarije. Hendrik heeft hem in een oorkonde een keer als fidelis et dilectus dux noster ("onze trouwe en geliefde hertog") betiteld.

### Ingrijpen in Lotharingen
In Lotharingen was Hendrik in eerste instantie niet van plan om de West-Frankische Karolinger Karel III de Eenvoudige zijn koninkrijk afhandig te maken. Door interne Lotharingse partijstrijd kreeg Hendrik echter de gelegenheid om de bestaande machtsconstellaties naar zijn hand te zetten. Op 7 november 921 had Hendrik aan de Rijn een vriendschapsverdrag met Karel de Eenvoudige gesloten (pactum unanimitatis societatis et amicitia). In dit verdrag van Bonn werd de wederzijdse erkenning van de respectievelijke koningsmacht en de territoriale status quo vastgelegd. In 922 veranderde de situatie met de verheffing van hertog Robert van Francië tot tegenkoning. Het hertogdom Lotharingen bevond zich nu in een machtsvacuüm, wat Hendrik de gelegenheid gaf om Lotharingen aan zich te trekken.

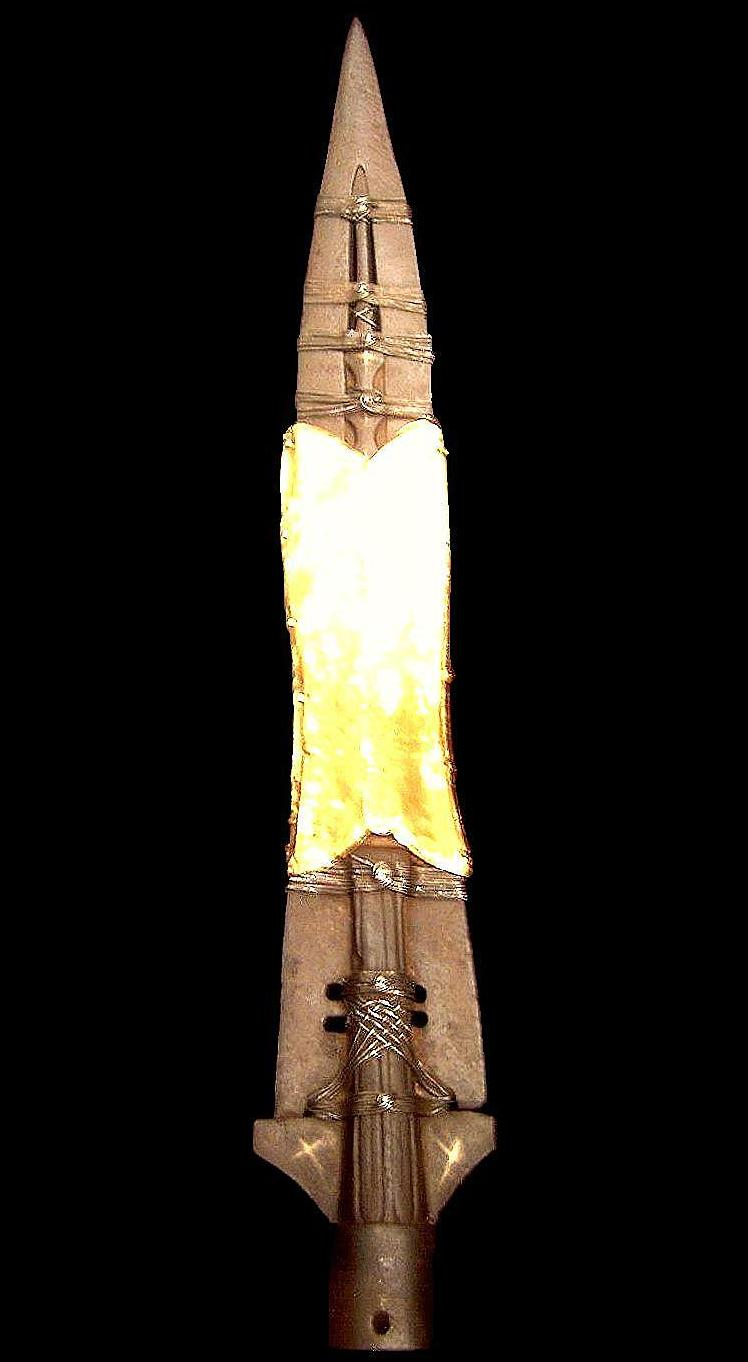
De heilige lans in de keizerlijke schatkamer van Wenen

Begin 923 werd met Robert een amicitia gesloten. Met dit vriendschapsverdrag schond Hendrik het eerdere verdrag met Karel de Eenvoudige, want Robert was diens vijand. Op 15 juni 923 overviel Karel de Eenvoudige zijn rivaal Robert van Francië in een legerkamp bij Soissons. Hoewel Robert hierbij om het leven kwam, verloor Karel de Eenvoudige toch het gevecht. Hij werd gevangengenomen en in Roberts plaats werd Rudolf van Bourgondië in 923 tot tegenkoning gekozen. De Lotharingse machtsconstellatie veranderde sterk door de onrust in het West-Frankische rijk, de dood van Robert, de uitschakeling van Karel en de verkiezing van Rudolf tot tegenkoning. Na meerdere veldtochten van Hendrik erkende de belangrijke Lotharingse rijksgrote Giselbert II van de Maasgouw in 924 diens heerschappij over dit gebied. Aan het eind van 925 werd zijn heerschappij ook door alle andere groten van Lotharingen erkend. 
Vanuit later perspectief werd Lotharingen op dat moment het vijfde stamhertogdom van het Oost-Frankische rijk. Dit proces werd in 928/29 afgesloten door het huwelijk van Hendriks dochter Gerberga met Giselbert en diens erkenning als hertog (dux) van Lotharingen. In zijn politiek ten aanzien van dit westelijke buurkoninkrijk, dat eveneens in Karolingische tradities stond, hechtte Hendrik grote waarde aan het verwerven van belangrijke relikwieën, waarvan de overdracht met name ten dienste stond van de spirituele opwaardering van de toekomstige abdij van Quedlinburg. Hendrik deed zijn uiterste best om de Heilige Lans, het symbool van de macht van de koning van Italië, te verkrijgen, omdat deze als een Christusrelikwie werd gezien. Tegenover Rudolf II van Bourgondië zou Hendrik de Vogelaar zelfs met oorlog hebben gedreigd in een poging om de Heilige Lans te verkrijgen. Recent onderzoek houdt het voor waarschijnlijk dat Rudolf II van Bourgondië de heilige lans bij een in oorkonden vastgelegde aanwezigheid op de rijksdag van Worms in 929 heeft overgedragen.  In ruil zou Rudolf de stad Bazel hebben verkregen.
Tijdens de bestuurscrisis van de West-Frankische Karolingers zond Karel de Eenvoudige een oproep voor hulp aan Hendrik en bood hem als tegenprestatie de hand van de heilige Dionysius aan. Van de Lorreinse abt van de Servatiusabdij eiste Hendrik de overblijfselen van de heilige Servatius, maar hij verkreeg alleen diens Stola en staf (thans in de Sint-Servaaskerk in Quedlinburg). De translatie van de heiligenrelieken naar Saksen en het Oost-Frankische Rijk was reeds in de Karolingische tijd begonnen; maar het tempo werd door Hendrik de Vogelaar aanzienlijk opgevoerd.

### Opvolging
In 929 wees Hendrik in aanwezigheid van de rijksgroten en zijn vrouw, zijn zoon Otto aan als zijn opvolger.

### Hernieuwde oorlog tegen de Magyaren
In de vroege jaren 930 vermeerdert zich het aantal vermeldingen van adellijke groepen in de gedenkboeken van grote kloosters, zoals de abdijen van Sankt Gallen, Reichenau, Remiremont of Fulda. De gebedsverbroederingen bevorderden het eenheidsgevoel en de neiging om de vrede te bewaren onder de adellijke families van het rijk. De tegelijkertijd ingevoerde intensivering van de monastieke gebedsdienst gold echter ook als een morele voorbereiding op de oorlog Na de jarenlange voorbereidingen weigerde Hendrik de Hongaarse gezanten waarschijnlijk in 932 hun jaarlijkse tribuut. Daarop verschenen de Magyaren begin maart 933 aan de grenzen van Saksen en Thüringen. Hendrik had het begin van de strijd op de dag van de Heilige Longinus bepaald; enkele jaren tevoren had hij de Heilige Lans verworven die volgens de overlevering van Longinus geweest was. Hij wilde blijkbaar de zegebrengende kracht van die lans benutten, hopend op goddelijke bijstand.

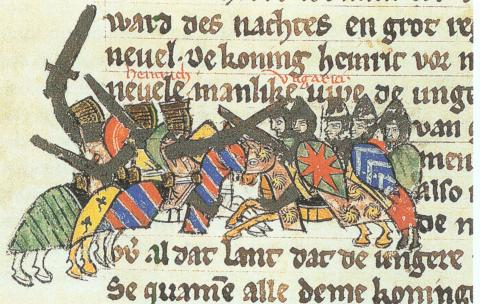
Hendrik I in gevecht met de Magyaren (Sächsische Weltchronik, ca. 1270).

Op 15 maart 933 versloeg Hendriks leger de Magyaren in de slag bij Riade, een niet met zekerheid geïdentificeerde plaats, die waarschijnlijk aan de rivier de Unstrut lag. Hendrik maakte optimaal gebruik van het landschap: moerassen beperkten de bewegingsvrijheid van de Hongaarse cavalerie (die normaal snel aanviel en weer terugtrok) waardoor de zware cavalerie van Hendrik de gelegenheid kreeg een daadwerkelijk gevecht met ze aan te gaan en zij te verslaan. Aan deze slag zouden, zo denkt het merendeel van de onderzoekers, alle volkeren (gentes) hebben deelgenomen, die op dat moment deel uitmaakten van de Oost-Frankische rijk; dat wil zeggen Beieren, Zwaben, Franken, Lotharingers, Saksen en Thüringers. Volgens de kroniekschrijver Flodoard van Reims zouden tijdens deze slag 36.000 Magyaren het leven hebben gelaten. Dit aantal geldt in het onderzoek echter als weinig geloofwaardig. Hendrik liet zijn overwinning op de Magyaren vereeuwigen op een muurschildering in de troonzaal van de Merseburgerpalts. Na Hendriks dood viel Merseburg echter niet toe Hendriks opvolger Otto I, maar aan Hendrik I, een andere  zoon. De wandschildering verloor daardoor zijn functie als beeld van de heerschappij.
Vooral aan de hand van deze overwinning van Hendrik op het slagveld accentueerde Widukind de nabijheid van de koning tot God. Na deze  overwinning zou het leger Hendrik hebben geprezen als  "vader des vaderlands en imperator". Hendrik lijkt door deze overwinning bevestigd als de door God bekrachtigde leider van het rijk en als beschermer van de Christenheid. De betekenis van deze overwinning wordt geïllustreerd door dankdiensten en notities op 15 maart in de liturgische manuscripten, die misschien door de koning zelf verordend waren: "Koning Hendrik, die de Magyaren versloeg". Pas na deze overwinning zou Hendrik op grote schaal buiten Saksen verblijven en hofdagen organiseren.

## Laatste Jaren

### Veldtocht tegen Denemarken
Door een aanval in 934 bracht Hendrik de Deense koning Knoet tot onderwerping. Deze heerste tot aan Haithabu, vlak bij het huidige Schleswig, maar werd nu gedwongen om tribuut te betalen. Knoet moest het christelijk geloof aannemen.

### Driekoningstreffen
In 935 vond in Ivois aan de Chiers. op de grens van het West- en Oost-Frankische Rijk een driekoningstreffen plaats. Hendrik hernieuwde en bekrachtigde zijn vriendschapsbanden met de Bourgondische koning Rudolf II van Bourgondië en de West-Frankische koning Rudolf I van Frankrijk.

### Geplande tocht naar Rome
Tegen het einde van zijn leven zou Hendrik volgens Widukind een expeditie naar Rome hebben gepland, maar dit zou door ziekte niet zijn door gegaan.

### Overlijden
Tegen het einde van het jaar 935 kreeg Hendrik tijdens een jachtpartij in de Harz vermoedelijk een beroerte. Hij herstelde echter nog zozeer dat hij een rijksdag kon beleggen. In de vroege zomer van 936 vond er in Erfurt overleg plaats over de toestand van het Rijk (de statu regni). Hendrik raadde de rijksgroten dringend aan om Otto als zijn opvolger te kiezen. Na deze aanbeveling van Otto als zijn opvolger bedacht Hendrik zijn overige zoons met land en kostbaarheden (praedia cum thesauris). Vanuit Erfurt begaf Hendrik zich naar Memleben. Daar kreeg hij op 2 juli 936 een nieuwe beroerte, waaraan hij overleed.

## Na zijn dood
Na zijn dood kwam Hendriks oudste zoon Thankmar in opstand tegen Otto I, die de koningstitel had gekregen. De opstand werd zonder veel moeite onderdrukt, waarbij Thankmar werd vermoord.

## In de latere cultuur
In de Duitse romantiek werd Hendrik een populaire figuur. In de periode van het nationaalsocialisme werd hij opgehemeld, met name in kringen van de SS.

## Voetnoten
1. ↑  Een vogelaar is iemand die op vogels jaagt.
2. ↑  Mogelijk stamt deze anekdote uit de 12e eeuw.
3. ↑  Wolfgang Giese: Heinrich I. Begründer der ottonischen Herrschaft. Darmstadt 2008, blz. 42
4. ↑  Matthias Becher: 'Die Liudolfinger. Aufstieg einer Familie in: Matthias Puhle (ed.): Otto der Große, Magdeburg und Europa. Deel 1, essays, Mainz, 2001, blz. 110-118, hier: blz. 112
5. ↑  Carl Erdmann: Die Burgenordnung Heinrichs I. in: Deutsches Archiv für Erforschung des Mittelalters. deel 6, 1943, blz. 59-101
6. ↑  Wolfgang Giese. Heinrich I. Begründer der ottonischen Herrschaft. Darmstadt 2008, blz. 101
7. ↑  Wolfgang Giese: Heinrich I. Begründer der ottonischen Herrschaft. Darmstadt 2008, blz. 102
8. ↑  Widukind, Sachsengeschichte I, 38.
9. ↑  Gerd Althoff. Die Ottonen. Königsherrschaft ohne Staat 2e uitgebreide editie. Stuttgart o.a  2005, blz. 55
10. ↑  Thomas Scharff. Der rächende Herrscher. Über den Umgang mit besiegten Feinden in der ottonischen Historiographie.  In: Frühmittelalterliche Studien'. deel 36, 2002, blz. 241-253, hier:. blz. 242e.v.
11. ↑  Wolfgang Giese, Heinrich I. Begründer der ottonischen Herrschaft. Darmstadt 2008, blz. 115
12. ↑  Christian Luebke: Die Erweiterung des östlichen Horizonts: Der Eintritt der Slaven in die europäische Geschichte im 10. Jahrhundert. In: Bernd Schneidmüller/Stefan Weinfurter (ed.): Ottonische Neuanfänge. Mainz 2001, blz. 189-211, hier: blz. 119
13. ↑  Widukind, Sachsengeschichte I, 27
14. ↑  Wolfgang Giese: Heinrich I. Begründer der ottonischen Herrschaft. Darmstadt 2008, blz. 71
15. ↑  Wolfgang Giese: Heinrich I. Begründer der ottonischen Herrschaft. Darmstadt 2008, blz. 72.
16. ↑  Matthias Becher, Otto der Große. Kaiser und Reich. Eine Biographie., München, 2012, blz. 92
17. ↑  Fragmentum Arnulfo de duce Bavariae. in: Philipp Jaffe (red.): Monumenta Germaniae Historica. I. Scriptores. deel 17, 1861, blz. 570
18. ↑  Thietmar I, 26
19. ↑  Matthias Becher: Otto der Große. Kaiser und Reich. Eine Biographie. München, 2012, blz. 86
20. ↑  Wolfgang Giese: Heinrich I. Begründer der ottonischen Herrschaft. Darmstadt 2008, blz. 78
21. ↑  D H I 10, blz. 47; Wolfgang Giese. Heinrich I. Begründer der ottonischen Herrschaft. Darmstadt 2008, blz. 78
22. ↑  Jörg Oberste: Heilige und ihre Reliquien in der politischen Kultur der früheren Ottonenzeit. In: Frühmittelalterliche Studien. deel 37, 2003, blz. 73-98, hier: blz. 84-85
23. ↑  Liutprand, Antapodosis IV, 25
24. ↑  Jörg Oberste: Heilige und ihre Reliquien in der politischen Kultur der früheren Ottonenzeit. in: Frühmittelalterliche Studien. deel 37, 2003, blz. 73-98, hier: blz. 79.
25. ↑  Jörg Oberste: Heilige und ihre Reliquien in der politischen Kultur der früheren Ottonenzeit. in: 'Frühmittelalterliche Studien. deel 37, 2003, blz. 73-98, hier: blz. 97
26. ↑  Wolfgang Giese. Heinrich I. Begründer der ottonischen Herrschaft. Darmstadt 2008, blz. 111
27. ↑  Ludger Körntgen Königsherrschaft und Gottes Gnade. Zu Kontext und Funktion sakraler Vorstellungen in Historiographie und Bildzeugnissen der ottonisch-frühsalischen Zeit. Berlijn 2001, blz. 92
28. ↑  Wolfgang Giese. Heinrich I. Begründer der ottonischen Herrschaft. Darmstadt 2008, blz. 119.
29. ↑  Flodoard van Reims, Annales ad 933; zie ook Wolfgang Giese: Heinrich I. Begründer der ottonischen Herrschaft. Darmstadt 2008, blz. 119, Johannes Laudage: Otto der Große (912–973). Eine Biographie. Regensburg 2001, blz. 90
30. ↑  Widukind Sachsengeschichte I, blz. 39
31. ↑  Widukind, Sachsengeschichte I, blz. 40.
32. ↑  Widukind, Sachsengeschichte I, blz. 41.

vet = keizer · cursief = tegenkoning · 1 = medekoning (in een deelrijk) · 2 = afkomstig uit een andere dynastie